# 圣让普拉德科尔
圣让普拉德科尔（法語：Saint-Jean-Pla-de-Corts，法語發音：[sɛ̃ ʒɑ̃ pla də kɔʁ] ⓘ）是法国东比利牛斯省的一个市镇，位于该省中南部，属于塞雷区。

## 地理
圣让普拉德科尔（42°30'40"N, 2°47'32"E）面积10.62 平方千米，位于法国奧克西塔尼大區东比利牛斯省，该省份为法国大陆部分最南部的省份，涵盖了北加泰罗尼亚，北起奥德省，西接阿列日省和安道尔，南与西班牙接壤，东临地中海。
与圣让普拉德科尔接壤的市镇（或旧市镇、城区）包括：维韦斯、帕萨、勒布卢、莫雷亚斯-拉西亚斯、塞雷。
圣让普拉德科尔的时区为UTC+01:00、UTC+02:00（夏令时）。

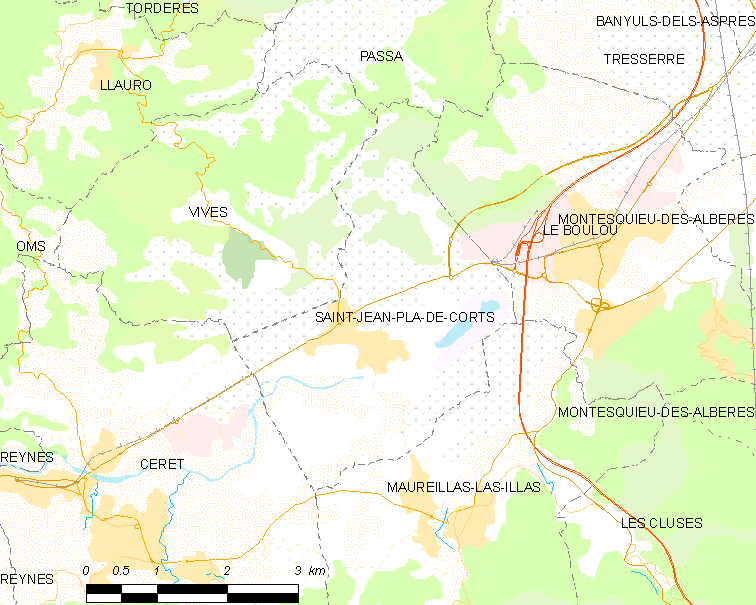
圣让普拉德科尔的OSM定位图

## 行政
圣让普拉德科尔的邮政编码为66490，INSEE市镇编码为66178。

## 政治
圣让普拉德科尔所属的省级选区为瓦莱斯皮尔-阿尔贝拉县。

## 人口

1962-2008年间圣让普拉德科尔人口变化图示

圣让普拉德科尔于2022年1月1日时的人口数量为2283人。